# Irvine Harwood
Irvine Harwood (sinh năm 1905) là một cầu thủ bóng đá người Anh từng thi đấu ở vị trí tiền đạo trung tâm.

## Sự nghiệp
Sinh ra ở Bradford, Harwood thi đấu cho Bradford Park Avenue, Bradford City và Wolverhampton Wanderers.
Đối với Bradford City ông có 5 lần ra sân ở Football League.